# Democracia Cristiana (Italia, 2002)
Democracia Cristiana (Democrazia Cristiana) (DC) fue un pequeño partido político italiano de ideología democristiana y socialconservadora.
Es una escisión de Democracia Cristiana (Italia).
El partido se postula como el núcleo para una refundación de la original Democracia Cristiana, reunificando a todos los diversos partidos democristianos de Italia. Fue parte por un tiempo de la coalición de centro-izquierda L'Unione, pero más tarde se distanció de ella, buscando su propia autonomía y siendo en la actualidad un aliado menor del Pueblo de la Libertad.
En 2002 hubo una exición y se creó el partido político Democracia Cristiana (Italia, 2004).
Entre junio de 2002 y diciembre de 2003, el partido fue dirigido por Angelo Sandri. En las elecciones al Parlamento Europeo de 2004, se presentó con el marca de Paese Nuovo, logrando sólo el 0,2% de los votos. Tras la elección de Giuseppe Pizza como nuevo secretario de la formación, Sandri creó su Democracia Cristiana.
Desde entonces ha habido varias disputas entre Pizza y Sandri sobre la propiedad del nombre y el símbolo de DC, que fueron también reclamados por la Unión de los Demócratas Cristianos y de Centro (UDC) y sobre todo por Rocco Buttiglione, exlíder de Cristianos Democráticos Unidos, que utilizó el símbolo de 1995 a 2002, antes de incorporarse a UDC. Sin embargo, en noviembre de 2006, un tribunal de Roma declaró a la Democracia Cristiana de Pizza como la única heredera legítima de la Democracia Cristiana histórica. De todos modos, esta sentencia también fue impugnada tanto por Sandri y Buttiglione.
En las elecciones generales de 2006 el partido, que todavía no podía utilizar el símbolo histórico de DC, formó una alianza con la Lista de los Consumidores dentro de La Unión. La alianza obtuvo sólo un senador en Calabria, región origen de Giuseppe Pizza: Pietro Fuda , miembro del Partido Democrático Meridional.
En septiembre de 2007, después de un prometedor resultado en las elecciones provinciales de mayo (en todas obtuvo alrededor del 1% y hasta 1,7% en Vicenza), comenzó a unir bajo su bandera a varios pequeños partidos de centro democristianos, empezando por Véneto por el Partido Popular Europeo de Giorgio Carollo. En octubre de 2007, DC formó una federación con Veneto por el PPE y Liga Fronte Veneto, un grupo independentista surgido por una división de la Liga Véneta-Lega Nord, pero la alianza se disolvió al poco.
En las elecciones generales de 2008 el partido apoyó al Pueblo de la Libertad de Silvio Berlusconi. El partido fue excluido sin embargo por el Ministerio del Interior de la campaña electoral debido a la similitud de su símbolo con el de UDC, siendo readmitido sólo diez días antes de las elecciones. Dado que la reimpresión de las papeletas electorales llevaría más de una semana, Giuseppe Pizza decidió finalmente no participar de las elecciones con el fin de evitar el aplazamiento de estas. Poco después de los comicios, ganados por el centro-derecha, Giuseppe Pizza fue nombrado Subsecretario de Educación, Universidad e Investigación del gobierno de Berlusconi.
En marzo de 2012 el expresidente de DC Clelio Darida, lanzó una nueva Democracia Cristiana junto con Gianni Fontana, Silvio Lega y Giampiero Catone.